# Oberriet
Oberriet (toponimo tedesco) è un comune svizzero di 9 291 abitanti del Canton San Gallo, nel distretto di Rheintal.

## Geografia fisica

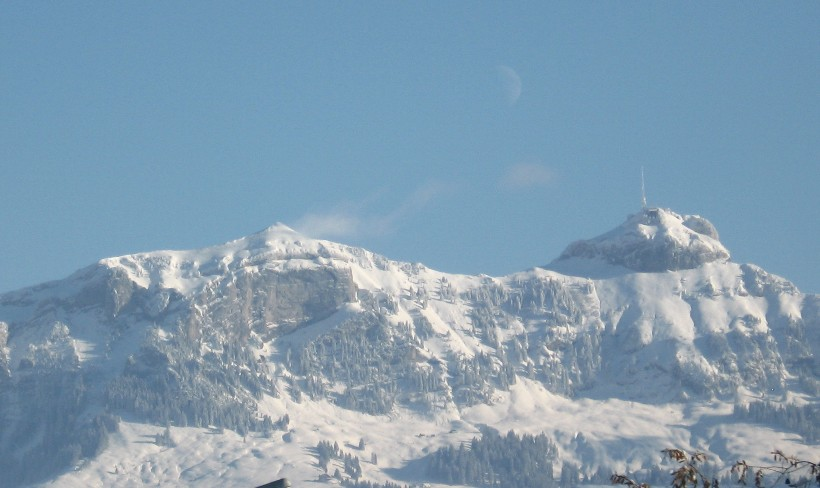
Il monte Kamor

Il territorio di Oberriet si estende sul versante occidentale della valle del Reno lungo il confine tra l'Austria e la Svizzera, tra la piana del fiume e le alture ai piedi del monte Kamor.

## Storia
Il comune politico di Oberriet è stato istituito nel 1803 e nel 1835 ha inglobato Kobelwald, fino ad allora frazione di Rüthi.

## Monumenti e luoghi d'interesse
- Chiesa parrocchiale cattolica di Santa Margherita, eretta nel 1810[3];
- Rovine della fortezza di Blatten, fatta costruire nel 1250-1270 da Berchtold von Falkenstein, distrutta nel 1799, parzialmente ricostruita nel 1911, nel 1977 e nel 1985[3][4];
- Casa signorile di Burg, costruita nel 1539[3].

## Società

### Evoluzione demografica
L'evoluzione demografica è riportata nella seguente tabella:
Abitanti censiti

## Geografia antropica

### Frazioni
Le frazioni (ortsgemeinden) di Oberriet sono:
- Eichenwies
- Kobelwald (ortsgemeinde Holzrhode)
  - Freienbach
  - Kobelwies
  - Hard
- Kriessern[6]
- Montlingen[7]
- Oberriet

## Economia
L'economia locale si basa prevalentemente sul settore secondario (Jansen, metalmeccanica) e sul pendolarismo in uscita verso Altstätten.

## Infrastrutture e trasporti

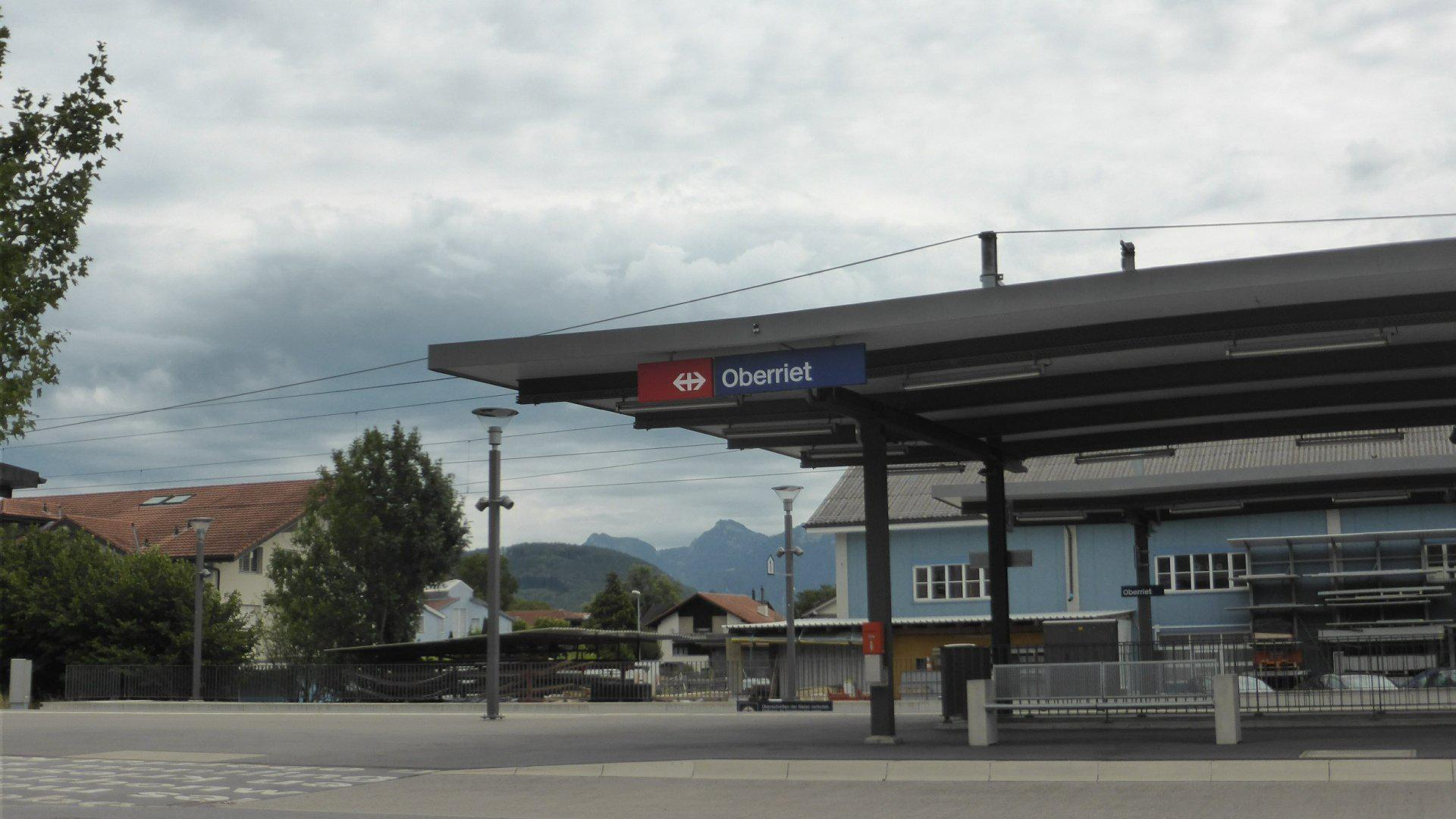
La stazione di Oberriet

Oberriet è servito dall'omonima uscita e da quella di Kriessern sull'autostrada A13/E43, dalla strada principale 13 e dall'omonima stazione sulla ferrovia Coira-Rorschach.